# Tryphostemma
Tryphostemma nekadašnji je rod iz porodice Passifloraceae. Sinonim za Basananthe'' Peyr.
Ovaj rod još nema priznatih vrsta. Nije riješen status dvadeset i dviju vrsta.
- Tryphostemma alatopetiolatum  Harms = Basananthe lanceolata (Engl.) J.J.de Wilde
- Tryphostemma arenophilum R.Pott  = Basananthe pedata (Baker f.) J.J.de Wilde
- Tryphostemma cuneatum  Engl. & Harms = Basananthe lanceolata (Engl.) J.J.de Wilde
- Tryphostemma foetidum  Lebrun & Taton Basananthe hanningtoniana (Mast.) J.J.de Wilde
- Tryphostemma friesii  Norl. = Basananthe sandersonii (Harv.) J.J.de Wilde
- Tryphostemma harmsianum  Dinter = Basananthe pedata (Baker f.) J.J.de Wilde
- Tryphostemma humile  Dandy = Basananthe parvifolia (Baker f.) J.J.de Wilde
- Tryphostemma latilobum  Harms ex Engl. = Basananthe hanningtoniana (Mast.) J.J.de Wilde
- Tryphostemma mendesii A.Fern. & R.Fern.  = Basananthe baumii (Harms) J.J.de Wilde
- Tryphostemma natalense Mast.  = Basananthe sandersonii (Harv.) W. J. de Wilde
- Tryphostemma niloticum  Engl. = Basananthe hanningtoniana (Mast.) J.J.de Wilde
- Tryphostemma nummularium  Engl. = Basananthe nummularia Welw.
- Tryphostemma pilosum Harms  = Basananthe zanzibarica (Mast.) J.J.de Wilde
- Tryphostemma sagittatum  Hutch. & K.Pearce = Basananthe triloba (Bolus) J.J.de Wilde
- Tryphostemma schinzianum Harms  = Basananthe triloba (Bolus) J.J.de Wilde
- Tryphostemma schlechteri Schinz  = Basananthe pedata (Baker f.) J.J.de Wilde
- Tryphostemma snowdenii  Hutch. & K.Pearce = Basananthe hanningtoniana (Mast.) J.J.de Wilde
- Tryphostemma stolzii   Engl. & Harms = Basananthe hanningtoniana (Mast.) J.J.de Wilde
- Tryphostemma stuhlmanii  Harms = Basananthe zanzibarica (Mast.) J.J.de Wilde
- Tryphostemma triflorum Bolus  = Basananthe triloba (Bolus) J.J.de Wilde
- Tryphostemma viride  Hutch. & K.Pearce = Basananthe sandersonii (Harv.) J.J.de Wilde
- Tryphostemma volkensii  Harms = Basananthe hanningtoniana (Mast.) J.J.de Wilde

Raste u Mozambiku.
GRIN v. 19.9.7.1 ga klasificira kao sinonim roda Basananthe.